# Comanthera centauroides
Comanthera centauroides är en gräsväxtart som först beskrevs av August Gustav Heinrich von Bongard, och fick sitt nu gällande namn av L.R.Parra och Ana Maria Giulietti. Comanthera centauroides ingår i släktet Comanthera, och familjen Eriocaulaceae. Inga underarter finns listade i Catalogue of Life.